# Falamansa
Falamansa é uma banda brasileira de forró  formada em 1998 na cidade de São Paulo. Com a ascensão do forró nas noites da capital paulista, surgiu na cidade um movimento para atender a demanda das casas noturnas e do público adolescente, que se identificou de imediato com a dança e com o ritmo contagiante do estilo. 
Além de começarem a compor suas primeiras canções logo nos primeiros meses do conjunto, Dezinho, Tato, Alemão e Valdir interpretavam sucessos de Luiz Gonzaga e Jackson do Pandeiro, misturando sempre o chamado "forró universitário" ou "forró pé-de-serra", com as raízes da música nordestina. Até 2001, o grupo teve mais de 1 milhão de cópias vendidas no Brasil.

## História
A história do Falamansa começa em 1998, no último dia de inscrição para o 3º Festival de Música do Mackenzie. Ricardo Cruz,conhecido como Tato morador da cidade de Piracicaba/SP, hoje autor e vocalista da banda, era DJ de forró e já tinha algumas composições próprias. Decidiu inscrever uma delas ("Asas") no festival. Porém, ele não tinha uma banda. Quatro dias depois o Falamansa, que até então não existia, estava entre os 20 convocados dos 160 grupos inscritos no festival. Tato lembrou do Alemão, amigo DJ que tocava zabumba. Alemão, por sua vez, chamou o vizinho, Dezinho, que tocava triângulo.
Junto com eles, uma flautista e um baixista que fizeram parte da primeira formação da banda. Ensaiaram duas tardes e "Asas" faturou o segundo lugar no evento. Aí entrou em cena o experiente Josivaldo Leite, o Waldir do Acordeon, que já havia tocado com nomes como Oswaldinho do Acordeon e Jorge de Altinho. Estava completa então a formação da banda que nunca se alterou. A Deckdisc ouviu o CD independente que eles gravaram em janeiro de 2000 e lançou Deixa Entrar, distribuído pela Abril Music. A banda começou a tocar em todas as terças-feiras na casa de shows Remelexo em Pinheiros, São Paulo.
Lançaram Essa É pra Vocês em 2001. Em 2003, o grupo lançou o terceiro álbum da carreira. Simples Mortais, como foi intitulado, tem como carro-chefe a música "100 Anos", que ganhou um videoclipe. O quarto álbum, Um Dia Perfeito, foi lançado em 2004, com canções inéditas como "Tempo de Paz", e algumas regravações como "Sete Meninas", de Dominguinhos, que já fazia parte do repertório de shows da banda.
Em 2005 chegou às lojas o CD e DVD MTV ao vivo. O material, gravado no dia 19 de fevereiro na Via Funchal, em São Paulo, contou com a participação de nomes como Dominguinhos, em "Sete Meninas" e "Forró do Bole Bole"; Zeider, do Planta & Raiz, em "Gotas de Amor"; e os Meninos do Morumbi, em "Homem de Aço". Além de grandes sucessos da carreira, a compilação reúne três faixas inéditas, dentre elas "Decola" e "Amor e Cia". O DVD com o registro do show traz galeria de fotos, making-of, entrevistas e um documentário sobre o forró universitário entre os principais sucessos estão "Xote dos Milagres" "Xote da Alegria" e "Rindo à Toa".
Em 2014, o álbum Amigo Velho ganhou o Grammy Latino de Melhor Álbum de Música Regional ou de Raizes Brasileiras.
Em 2018, Tato (autor e vocalista da banda) participou de um episódio da primeira temporada do talent show Bancando o Chef que é exibido pela RecordTV. Neste episódio Tato acabou enfrentando a cantora Jojo Todynho, no qual acabou sendo o vice-campeão da competição.

## Integrantes
- Tato (Ricardo Ramos da Cruz) - voz e violão
- Alemão (Douglas Machado Capalbo) - zabumba
- Dezinho (André Canônico) - triângulo e percussão
- Valdir (Josivaldo Leite da Silva) - acordeão

## Discografia
- Deixa Entrar (Deckdisc - 2000) - disco de diamante
- Essa é pra Vocês (Deckdisc - 2001) - disco de ouro
- Simples Mortais (Deckdisc - 2003)
- Um Dia Perfeito (Deckdisc - 2004)
- MTV ao Vivo (Deckdisc - 2005)
- Segue a Vida (Independente - 2007)
- Essencial (Som Livre - 2008)
- 10 anos "Rindo à Toa" - Por um mundo melhor!!! (Independente - 2010)
- As Sanfonas do Rei (Deckdisc - 2012)
- Amigo Velho (Radar Records - 2014)
- Lá da Alma (Independente - 2016)
- Falamansa - 20 Anos - Ao Vivo em Itaúnas - (2018)

## Trilha Sonora
- O Clone (2001) - No Balanço do Busão (com Miltinho Edilberto)
- Amor e Ódio (2001) - Fique Com A Saudade
- Ribeirão do Tempo (2010) - Selva de Feras
- Patrulha Salvadora (2014) - O Vira
- Malhação 2015 (2015) - Xote dos Milagres
- As Aventuras de Poliana (2018) - Xote da Alegria